# قسم أرضي

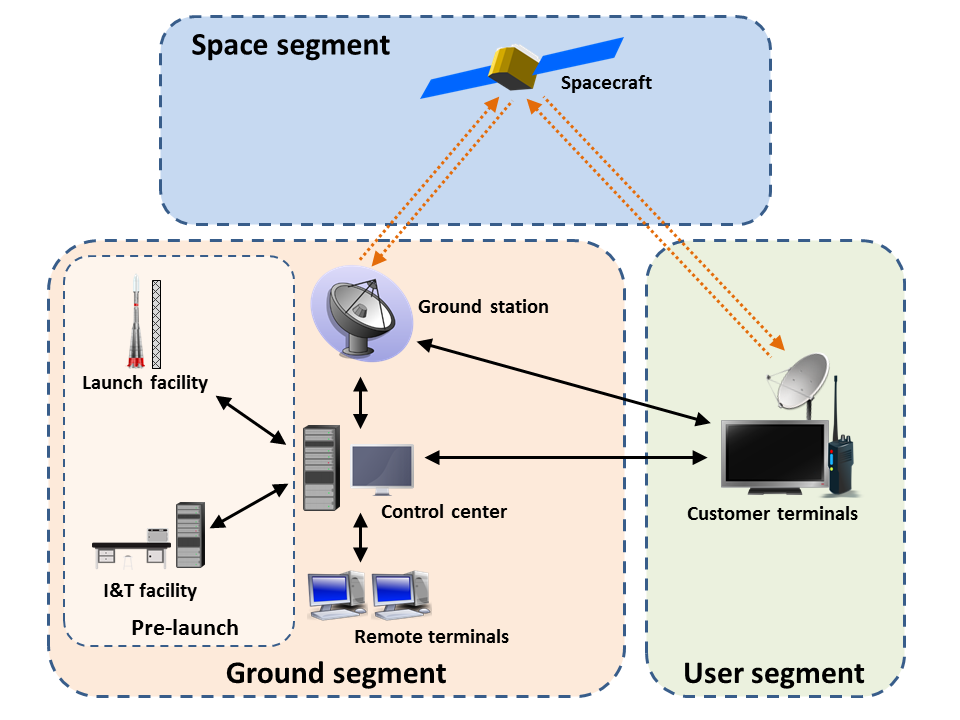

يتكون القسم الأرضي من جميع العناصر الأرضية لنظام المركبات الفضائية المُستخدم من قبل المشغلين وموظفي الدعم لهذه المركبات، على عكس القسم الفضائي وقسم المستخدم. يتيح القسم الأرضي إدارة المركبات الفضائية، وتوزيع بيانات الحمولات والقياس عن بعد بين الأطراف المعنية على الأرض. العناصر الأساسية للقسم الأرضي هي:
1. المحطات الأرضية، التي توفر واجهات اتصال لاسلكي مع المركبات الفضائية.[2]
2. مراكز مراقبة (أو عمليات) البعثة، حيث تُدار من خلالها المركبات الفضائية.[3]
3. الشبكات الأرضية للاتصالات، التي تربط العناصر الأرضية الأخرى ببعضها البعض.[2]:142[4]
4. المحطات الفاصلة، التي يستخدمها أفراد الدعم.
5. مرافق دمج واختبار المركبات الفضائية.
6. مرافق الإطلاق.[3]:21

توجد العناصر في جميع المهمات الفضائية تقريبًا، سواء كانت تجارية أو عسكرية أو علمية. قد تكون موجودة معًا أو منفصلة جغرافيًا، وقد يجري تشغيلها من قبل أطراف مختلفة. قد تدعم بعض العناصر مركبات فضائية متعددة في وقت واحد. 

## العناصر

### المحطات الأرضية
توفر المحطات الأرضية واجهات اتصال راديوي بين الأقسام الفضائية والأرضية للقياس عن بعد والتتبع والتحكم (تي تي وسي)، بالإضافة إلى إرسال بيانات الحمولة واستقبالها.:4 تقوم شبكات التتبع، مثل شبكة ناسا القريبة من الأرض والشبكة الفضائية، بمهمة التواصل مع المركبات الفضائية المتعددة من خلال المشاركة الزمنية.
يمكن مراقبة معدات المحطات الأرضية والتحكم فيها عن بعد، غالبًا عبر واجهات الاتصال التسلسلية و/ أو بروتوكولات الإنترنت. عادةً ما تكون هناك محطات احتياطية للمحافظة على الاتصال اللاسلكي إذا حدثت مشكلة في المحطة الأرضية الأساسية ما يحول دون عملها، في الكوارث الطبيعية على سبيل المثال. تعتبر مثل هذه الحالات الطارئة جزءًا من خطة مبادرة استمرارية العمليات.

## الإرسال والاستقبال
يجب أولًا استخراج الإشارات التي ستُرسل إلى المركبات الفضائية من رزم البيانات، وتشفيرها إلى النطاق الأساسي وتعديلها، عادةً على حامل تردد وسيط (آي إف)، قبل تحويلها إلى نطاق الترددات الراديوية (آر إف) المُخصص. ثم يجري تضخيم إشارة الترددات اللاسلكية إلى قدرة أعلى وتُحمل عبر دليل موجي إلى هوائي ليجري إرسالها. في المناخات الأكثر برودة، قد تكون هناك حاجة لاستخدام سخانات كهربائية أو نفاخات الهواء الساخن لمنع تراكم الجليد أو الثلج على الطبق ذي الشكل المكافئ.
تُمرر الإشارات المُستقبلة من خلال مضخم منخفض التشويش (غالبًا ما يكون موضوعًا على المحور الهوائي لتقليل المسافة التي يجب أن تقطعها الإشارة) قبل تحويلها إلى آي إف؛ يمكن الجمع بين هاتين الوظيفتين في محول منخفض التشويش. يجري بعد ذلك حلّ إشارة آي إف واستخراج دفق البيانات عن طريق مزامنة البتات والهيكل وفك تشفيرها. تُحدد أخطاء البيانات، مثل تلك التي يسببها تدهور الإشارة، وتصحيحها حيثما أمكن. ثم يجري رزم دفق البيانات المُستخرجة أو حفظها في الملفات لإرسالها على الشبكات الأرضية. قد تقوم المحطات الأرضية بتخزين بيانات القياس عن بعد المُستقبلة مؤقتًا لاستعمالها لاحقًا في مراكز التحكم، غالبًا عندما يكون عرض النطاق للشبكة الأرضية غير كاف للسماح بإرسال جميع بيانات القياس عن بُعد المُستقبلة في الوقت الفعلي.
يمكن للمركبة الفضائية الواحدة أن تستخدم جريان بيانات نطاقات آر إف متعددة للقياسات المختلفة عن بعد والأوامر والحمولات، اعتمادًا على عرض النطاق ومتطلبات أخرى.

## مرور المركبات الفضائية
يُحدد توقيت مرور المركبات الفضائية في نطاق اتصال المحطات الأرضية، على طول خط الرؤية، من خلال موقع المحطات الأرضية، وخصائص مدار أو مسار المركبة الفضائية. تستخدم شبكة الفضاء أقمار الاتصالات الصناعية ذات المدار الجغرافي الثابت لتمديد فرص المرور عبر الأفق.